# Laothoes meinerti
Laothoes meinerti är en kräftdjursart som beskrevs av Boeck 1871. Laothoes meinerti ingår i släktet Laothoes och familjen Calliopiidae. Inga underarter finns listade i Catalogue of Life.